# The Paradise Suite (2015.)
The Paradise Suite nizozemski je film iz 2015. godine. Film je izabran za predstavnika Nizozemske na izboru Oscara za najbolji strani film, ali nije bio nominiran. Film je, između ostalog, prikazan na Filmskom festivalu u Torontu 2015. godine.

## Uloge
- Raymond Thiry kao Maarten
- Sigrid ten Napel kao Antoinette
- Eva Röse kao Julia Lindh Åberg
- Magnus Krepper kao Stig
- Viktorija Koblenko kao Ana
- Jeroen Spitzenberger kao Sven
- Isaka Sawadogo kao Yaya
- Reinout Bussemaker kao Jack
- Dragan Bakema kao Milijan
- Erik Adelöw kao Lukas
- Anjela Nedyalkova kao Ženija
- Jasna Đuričić kao Seka Kalač
- Boris Isaković kao Ivica

## Zanimljivosti
- "The Paradise Suite"  bio je među osam kandidata za Oscara u kategoriji stranih filmova koji propituju goruća pitanja imigracije i kulturoloških razlika prema pisanju američkog zabavnog tjednika The Hollywood Reporter.[3]

## Vanjske poveznice
- The Paradise Suite u internetskoj bazi filmova IMDb-a